# Bonassola
Bonassola est une commune italienne de moins de 1 000 habitants située dans la province de La Spezia, dans la région Ligurie, dans le nord-ouest de l'Italie.

## Administration
| Période                                  | Période  | Identité       | Étiquette       | Qualité |
| ---------------------------------------- | -------- | -------------- | --------------- | ------- |
| 14 juin 2004                             | En cours | Andrea Poletti | Centro-Sinistra |         |
| Les données manquantes sont à compléter. |          |                |                 |         |

### Hameaux
Montaretto, Costella, Serra, Scernio, San Giorgio

### Communes limitrophes
Framura, Levanto